# Herman Misset
Hermanus Marie Johannes (Herman) Misset (Amsterdam, 28 oktober 1875 - aldaar, 17 april 1958) was een Nederlands schilder en tekenaar. Hij signeerde met H.M.J. Misset.
Misset volgde zijn opleiding aan de Amsterdamse tekenschool voor kunstambachten, en begon op 15-jarige leeftijd als behanger en decorateur. Bekend werd hij van de stadsgezichten, die hij als bijverdienste ging schilderen. Zijn opdrachtgevers waren het Amsterdamse Gemeentearchief, het Koninklijk Oudheidkundig Genootschap en particuliere verzamelaars.
Het Amsterdamse stadsarchief heeft zo'n 425 tekeningen bewaard, en eveneens een 1000 schetsen.
- Biografisch Portaal: 85518616
- RKD-Nederlands Instituut voor Kunstgeschiedenis: 89147
- Union List of Artist Names: 500164252
- Virtual International Authority File: 96666297